# Ana Karina Manco
Ana Karina Manco Guzmán (sinh ngày 17 tháng 12 năm 1970) là một nữ diễn viên người Venezuela được biết đến với nhiều vai trò khác nhau trong telenigsas và nhà hát.

## Tiểu sử
Ana là con út trong ba anh chị em, chị gái Giannina và anh em Frollo và Freddy. Cô tốt nghiệp trường Luật tại Đại học Santa María.
Cô bắt đầu sự nghiệp diễn xuất của mình từ năm 13 tuổi bằng cách vào vai một nhân vật chính trong RCTV telenovela La tees sin rostro.
Năm 2010, cô trở lại telenigsas để đóng vai phản diện trong telenovela La tees perfecta được viết bởi Leonardo Padrón 

## Cuộc sống cá nhân
Vào ngày 23 tháng 5 năm 2002, Manco kết hôn với doanh nhân Vicente Perez Recao. Họ đã nhận con trai đầu lòng Dimitri Nicolás. Năm 2012, nữ diễn viên thông báo qua Twitter rằng cô đang mong đợi đứa con thứ hai. Vào ngày 2 tháng 4 năm 2013, Ana hạ sinh đứa con thứ hai, một cô con gái tên Alexa  Người mẫu Cơ quan Mariela Centeno.

## Đóng phim

### Telenovelas
- La tees perfecta (2010) với tên Gala Moncada Montiel de Reveron
- Aunque mal paguen (2007) với vai Catalina Quiroz
- Sabor a ti (2004) với vai Miranda Valladares
- Amantes de Luna Llena (2001) với tên La Chocolate
- El País de las teeses (1998) với tên Mariana Campos Gómez
- Contra Kheo y Marea (1997) trong vai Daniela Borges
- Sol de Tentación (1996) với vai Sandra Nionegro
- Amores de Fin de Siglo (1995) với tên Constanza
- El Desprecio (1991) trong vai Tamara Campos
- Por Estas Calles
- Carmen Querida
- La tees sin rostro

### Rạp hát
- La Fierecilla Domada
- María Lionza
- La Mozuela